# 印度太陽能發電
 印度太陽能發電（英語：Solar power in India）裝置容量截至2024年8月31日為89.43吉瓦（GW=10億瓦）。該國是全球第三大太陽能電力生產國。
印度於2010-19的10個財政年度期間（從2010年4月1日起，迄2019年3月31日為止），外國投資於該國太陽能發電項目的金額接近207億美元。 印度於2023-24財政年度計劃對太陽能和混合發電項目進行40吉瓦發電容量的招標。印度已建有近42個太陽能光電園區，為興建太陽能光電廠提供土地。 該國古吉拉特邦混合再生能源園區將利用太陽能光電模組和風力發電機生產30吉瓦電力。這個園區設於古吉拉特邦刻赤縣的荒地上，面積達72,600公頃（726平方公里）。
印度是有超過120個成員國，總部設於新德里古爾岡市的國際太陽能聯盟（ISA）的創始國之一。印度透過ISA與法國及英國提出綠色電網倡議（簡稱GGI — OSOWOG）和"世界太陽能銀行"的概念，以充分利用全球豐富的太陽能。

## 歷史
印度政府初步設定目標，預定在2022年實現太陽能發電裝置容量達到20吉瓦，並提前四年達標。該國於2015年將2022年太陽能發電容量目標提高到100吉瓦（包含屋頂太陽能光電40吉瓦），預定投資金額為1,000億美元。但由於屋頂太陽能光電部分的裝置表現不佳，整體容量大幅落後，較設定的裝置目標少了40吉瓦。
該國於2018年的屋頂太陽能光電容量為2.1吉瓦，其中70%用在工業或商業用途。印度除大規模發展併網太陽能光電計畫外，也開發離網太陽能光電項目以滿足地方性電力需求。太陽能生產的電力日漸能滿足農村需求。截至2015年底，該國銷售近100萬個太陽能燈，因而降低對煤油的需求。該國於同一年依據國家計畫已安裝118,700個太陽能家庭照明系統，並提供46,655個太陽能街道照明裝置，也配送超過140萬個太陽灶，用於家庭烹飪。

## 太陽能發電潛力

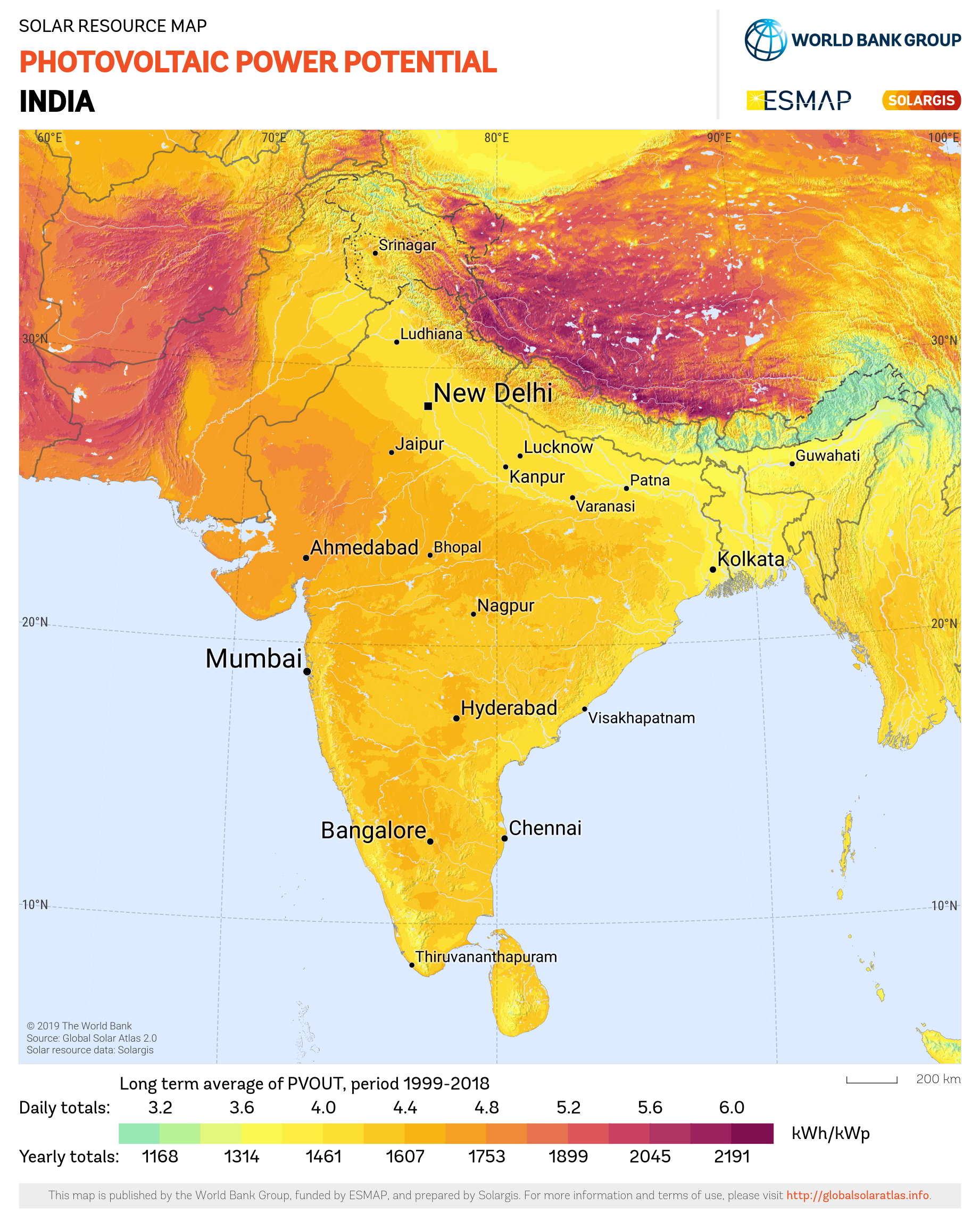
印度太陽能發電潛力（Photovoltaic Electricity Potential），資料來源：世界太陽能地圖集（World Solar Atlas 2.0，2019年）。

印度一年中平均約有300個晴朗天氣，依據印度陸地面積計算而得的每年太陽能發電量約為5,000兆千瓦時 (kWh（也稱為度），1兆=1萬億)。該國一年中可用的太陽能超過其所有化石燃料儲量能生產的電力。印度太陽能光電廠的每日平均發電量為每平方公尺0.30千瓦時，若採用現有商業上成熟的發電技術，一年內每平方公尺有1,400至1,800小時的峰值發電容量。
印度於2015年6月啟動一項耗資4億印度盧比（約當480萬美元）的項目，以3 x 3公里（1.9 × 1.9英里）的空間分辨率測量太陽輻照度。此測量為建置印度太陽輻照地圖集奠下基礎。印度新能源與再生能源部（簡稱MNRE）所屬的國家風能研究所在印度各地安裝121個太陽輻照資源評估站(SRRA) ，以建立太陽能潛力資料庫，收集的數據交給給風能技術中心 (Centre for Wind Energy Technology，簡稱C-WET)。取得的參數包括全局水平輻照度（GHI）、直接輻照度（DNI）和漫射水平輻照度（DHI）。
印度目前有90%的太陽能光電 (PV) 產能集中在九個邦，而引發人們對未來以光電為主的電網韌性的擔憂。最近的研究表顯示太陽能光電在颶風期間的發電量將會驟降至接近零的水平。鑑於印度很大部分地區容易遭受旋風、沙塵暴和季風降雨的影響，利用不同地區的太陽輻照特性，可透過分散式佈建，降低單一太陽能電廠因氣候因素導致發電量不穩定的風險，提升整體系統的可靠性。本質上，太陽能光電發電容量僅集中在少數地區，會對該國以光電為主的電網構成一種內在風險。將印度光電廠進行分散式佈置，除能克服各地不同的氣候因素之外，還能帶來多方面的好處。透過分散式部署，能更有效利用各區域的太陽能資源，使全年的發電量趨於穩定。此外，擴大地理覆蓋範圍可延長太陽能發電的有效"日照時間"，而增強電網可靠度。此外，這種方法可以緩解尖峰電力需求、簡化電網管理，並可容納更多的光電容量。尤其是這可促進與該國東北部現有水力發電基礎設施的協同作用，利用到位於喀什米爾東部拉達克（聯邦屬地）的豐沛太陽能潛力，開闢多種再生能源的利用途徑。

## 各邦裝置容量

### 概況
| 財政年度 | 累計裝置容量 (MW，百萬瓦) |
| -------- | ------------------------- |
| 2010年   | 161                       |
| 2011年   | 461                       |
| 2012年   | 1,205                     |
| 2013年   | 2,319                     |
| 2014年   | 2,632                     |
| 2015年   | 3,744                     |
| 2016年   | 6,763                     |
| 2017年   | 12,289                    |
| 2018年   | 21,651                    |
| 2019年   | 28,181                    |
| 2020年   | 34,627                    |
| 2021年   | 40,085                    |
| 2022年   | 56,951                    |
| 2023年   | 66,781                    |
| 2024年   | 81,813                    |

| 邦                        | 2016 12/31 | 2017 3/31 | 2019 3/31 | 2021 3/31 | 2023 3/31 |
| ------------------------- | ---------- | --------- | --------- | --------- | --------- |
| 拉賈斯坦邦                | 1,317.64   | 1,812.93  | 3,226.79  | 5,732.58  | 17,055.70 |
| 古吉拉特邦                | 1,158.5    | 1,249.37  | 2,440.13  | 4,430.82  | 9,254.57  |
| 中央邦                    | 840.35     | 857.04    | 1,840.16  | 2,463.22  | 2,802.14  |
| 馬哈拉什特拉邦            | 430.46     | 452.37    | 1,633.54  | 2,289.97  | 4,722.90  |
| 旁遮普邦                  | 545.43     | 793.95    | 905.62    | 959.50    | 1,167.26  |
| 北方邦                    | 239.26     | 336.73    | 960.10    | 1,712.50  | 2,515.22  |
| 北阿坎德邦                | 45.10      | 233.49    | 306.75    | 368.41    | 575.53    |
| 哈里亞納邦                | 53.27      | 81.40     | 224.52    | 407.83    | 1,029.16  |
| 德里                      | 38.78      | 40.27     | 126.89    | 192.97    | 218.26    |
| 查謨和喀什米爾邦 + 拉達克 | 1          | 1.36      | 14.83     | 20.73     | 49.44     |
| 昌迪加爾                  | –          | 17.32     | 34.71     | 45.16     | 58.69     |
| 喜馬偕爾邦                | 0.33       | 0.73      | 22.68     | 42.73     | 87.49     |
| 恰蒂斯加爾邦              | –          | 128.86    | 231.35    | 252.48    | 948.82    |
| 達德拉-納加爾哈維利縣     | –          | 2.97      | 5.46      | 5.46      | 5.46      |
| 果亞邦                    | –          | 0.71      | 3.81      | 7.44      | 26.49     |
| 達曼-第烏                 | –          | 10.46     | 14.47     | 40.55     | 41.01     |
| 坦米爾那都邦              | 1,590.97   | 1,691.83  | 2,575.22  | 4,475.21  | 6,736.43  |
| 安德拉邦                  | 979.65     | 1,867.23  | 3,085.68  | 4,203.00  | 4,534.19  |
| 泰倫加納邦                | 973.41     | 1,286.98  | 3,592.09  | 3,953.12  | 4,666.03  |
| 喀拉拉邦                  | –          | 88.20     | 161.057   | 257.00    | 761.44    |
| 卡納塔卡邦                | 327.53     | 1,027.84  | 6,095.56  | 7,355.17  | 8,241.41  |
| 邦狄哲利                  | -          | 0.08      | 3.14      | 9.33      | 35.53     |
| 比哈爾邦                  | 95.91      | 108.52    | 142.45    | 159.51    | 192.89    |
| 奧迪薩邦                  | 77.64      | 79.42     | 394.73    | 401.72    | 453.17    |
| 賈坎德邦                  | 17.51      | 23.27     | 34.95     | 52.06     | 105.84    |
| 西孟加拉邦                | 23.07      | 26.14     | 75.95     | 149.84    | 179.98    |
| 錫金邦                    | 0.01       | 0.00      | 0.01      | 0.07      | 4.68      |
| 阿薩姆邦                  | 11.18      | 11.78     | 22.40     | 42.99     | 147.92    |
| 特里普拉邦                | 5.02       | 5.09      | 5.09      | 9.41      | 17.60     |
| 阿魯納查邦                | 0.27       | 0.27      | 5.39      | 5.61      | 11.64     |
| 米佐拉姆邦                | 0.10       | 0.10      | 0.50      | 1.53      | 28.01     |
| 曼尼普爾邦                | 0.01       | 0.03      | 3.44      | 6.36      | 12.28     |
| 梅加拉亞邦                | 0.01       | 0.01      | 0.12      | 0.12      | 4.15      |
| 那加蘭邦                  | 0.50       | 0.50      | 1.00      | 1.00      | 3.04      |
| 安達曼-尼科巴群島         | 5.10       | 6.56      | 11.73     | 29.22     | 29.91     |
| 拉克沙群島                | 0.75       | 0.75      | 0.75      | 0.75      | 3.27      |
| 其他                      | 58.31      | 58.31     | 0.00      | 0.00      | 45.01     |
| 印度合計 (MW)             | 6,762.85   | 12,288.83 | 28,180.66 | 40,085.37 | 66,780.36 |

### 安德拉邦
截至2022年9月30日，安德拉邦太陽能光電裝置容量為4,257MW。該邦計劃再增加10,050MW發電容量，以滿足農民於白天的需求。該邦還根據再生電力出口政策提供五個超大型太陽能發電項目予開發商，總容量為12,200MW，以供其他邦使用。安德拉邦擁有豐富的抽水蓄能設施，利用白天生產過剩的太陽能光電而能達到全天候供電，以滿足其最終電力需求的目的。該邦計劃建造33,000MW抽水蓄能項目，以緩解再生能源的間歇性問題。
印度國家火力發電廠於2015年與安德拉邦電力輸送公司 (APTRANSCO) 達成協議，建造NP坤達超大型太陽能光電項目（發電容量250MW）。在阿嫩達布爾縣建造科努超大型太陽能光電園區（發電容量1,000MW），於2017年10月投入運行，為當時全球最大的太陽能光電廠。在大維沙卡帕特南的穆達薩洛瓦水庫啟用一發電容量2MW的併網浮式太陽能項目（此為印度最大的營運中浮式太陽能光電項目）。印度國家發電廠的辛哈追超級火力發電廠授權巴拉特重型電力（BHEL） 在電廠供水水庫上安裝一座發電容量25MW浮式太陽能光電廠。安德拉邦發電公司（APGENCO） 啟用一位於塔德帕特里附近，發電容量為400MW的阿南塔普拉姆II號（Ananthapuram – II）太陽能光電園區。

### 德里
由於德里的土地資源有限，在設置地面型太陽能光電廠方面受到限制。然而它利用靈活的計量系統，在屋頂太陽能光電廠設置方面處於領先地位。這座城市截至2022年6月30日的太陽能光電裝置容量為211MW。德里政府宣佈將面積有45英畝的拉賈加特火力發電廠（Rajghat thermal power plant）正式關閉，並改建為一座發電容量為5MW的太陽能光電廠。

### 古吉拉特邦
古吉拉特邦是印度太陽能發電最先進的邦之一，其截至2022年6月30日的太陽能發電總裝置容量為7,806MW。古吉拉特邦因其龐大的太陽能發電潛力、可利用的閒置土地、連網性、輸配電基礎設施和公用事業，一直是印度太陽能發電的領導者。古吉拉特邦於2009年所推行的太陽能政策框架、融資機制與獎勵措施，有效促進該邦綠色投資的環境，並為達成太陽能發電併網目標奠定堅實基礎。
該邦已在帕坦縣查蘭卡村（Charanka）附近啟用亞洲最大的太陽能發電園區 - 古吉拉特邦太陽能園區-1。此園區發電總容量為500MW，而截至2016年3月的發電量為345MW，並被印度工業聯合會評為創新環保項目。發電容量有700MW的拉甘尼斯達太陽能園區（Raghanesda Solar Park）均化電力合約價格為2.89印度盧比/千瓦時。
為讓該邦首府甘地納加成為一個太陽能城市，邦政府啟動屋頂太陽能光電計畫，計劃在約50座邦政府建築和500座私人建築上安裝太陽能光電模組，生產5MW的電力。
邦政府還計劃在訥爾默達河灌溉渠沿岸安裝太陽能光電模組來發電。該邦已在Mehsana區Chandrasan村附近的納爾默達河支流上啟用1MW太陽能光電項目。此試點項目所裝置的太陽能光電模組除發電之外，還可阻止河水蒸發（每年達到90,000公升（24,000美制加侖，或20,000英制加侖））。

### 哈里亞納邦
哈里亞納邦每年至少有330個晴天，邦政府因而設定在2022年達到太陽能發電4.2吉瓦（包括屋頂太陽能發電1.6吉瓦）的目標。哈里亞納邦是印度太陽能發電發展最快的邦之一，已啟用的發電裝置容量為73.27MW。其中57.88MW於2016-17財政年度投入運作。 該邦於2016年宣佈的太陽能發電政策包含為農民提供90%的太陽能泵補貼，也為太陽能路燈、家庭照明解決方案、太陽能熱水器計畫、太陽能炊具計畫提供補貼。邦政府規定面積超過500平方碼（420平方公尺）的新建住宅必須安裝3%至5%的太陽能發電容量，且不需建築計劃核准，住宅物業所有者可獲得高達100萬印度盧比貸款。哈里亞納邦為屋頂太陽能專案提供100%的電力稅、地稅、電費、過路費、交叉補貼費、輸配電費等豁免。
哈里亞納邦於2018年12月的太陽能發電裝置容量為48.80MW，該邦於2019年1月對300MW併網太陽能發電項目進行招標，並額外對覆蓋灌溉渠16MW太陽能光電項目進行招標。

### 卡納塔卡邦
卡納塔卡邦是印度太陽能發電量最高的邦之一，截至2022年6月的總裝置容量為7,597MW。帕瓦加達太陽能發電園區於2019年底的裝置容量為2,050MW，是當時全球最大的太陽能光電園區。

### 喀拉拉邦
截至2023年3月31日，喀拉拉邦太陽能發電的裝置容量為761MW。位於該邦的科欽國際機場是全球首座完全採用太陽能供電的機場。 電力由CIAL太陽能發電項目提供。該邦有計劃在伊都基縣、瓦亞納德縣、阿馬拉普蘭縣和帕拉卡德縣建立太陽能發電廠。
喀拉拉邦的首座太陽能發電園區位於卡薩拉戈德 。在班納蘇拉薩格水庫、伊杜基水庫和文巴納德湖建造浮式太陽能光電園區，且已有部分投入使用。

### 拉達克
拉達克於太陽能光電廠屬於後來者，但已擬定計劃將在幾年內安裝近7,500MW的發電容量。

### 中央邦
截至2017年7月，中央邦的太陽能光電總容量為1,117MW。韋爾斯朋MP太陽能項目是該邦建造的最大太陽能光電廠，耗資110億印度盧比（1.3億美元），佔地305公頃（3.05平方公里），將以每千瓦時8.05印度盧比（9.6美分）的價格供電。。印度總理納倫德拉·莫迪在尼默傑縣啟動一發電容量130MW的太陽能光電廠計畫。在雷瓦縣興建的750MW太陽能發電廠（雷瓦超大型太陽能發電廠已於2020年7月10日完工及啟用，這座發電廠佔地超過1,590英畝，是亞洲最大的太陽能光電廠，耗資450億印度盧比。在沙賈布爾縣興建的中央邦1號太陽能園區，發電裝置容量為200MW，計劃於2023年秋季投入運作。

### 馬哈拉什特拉邦

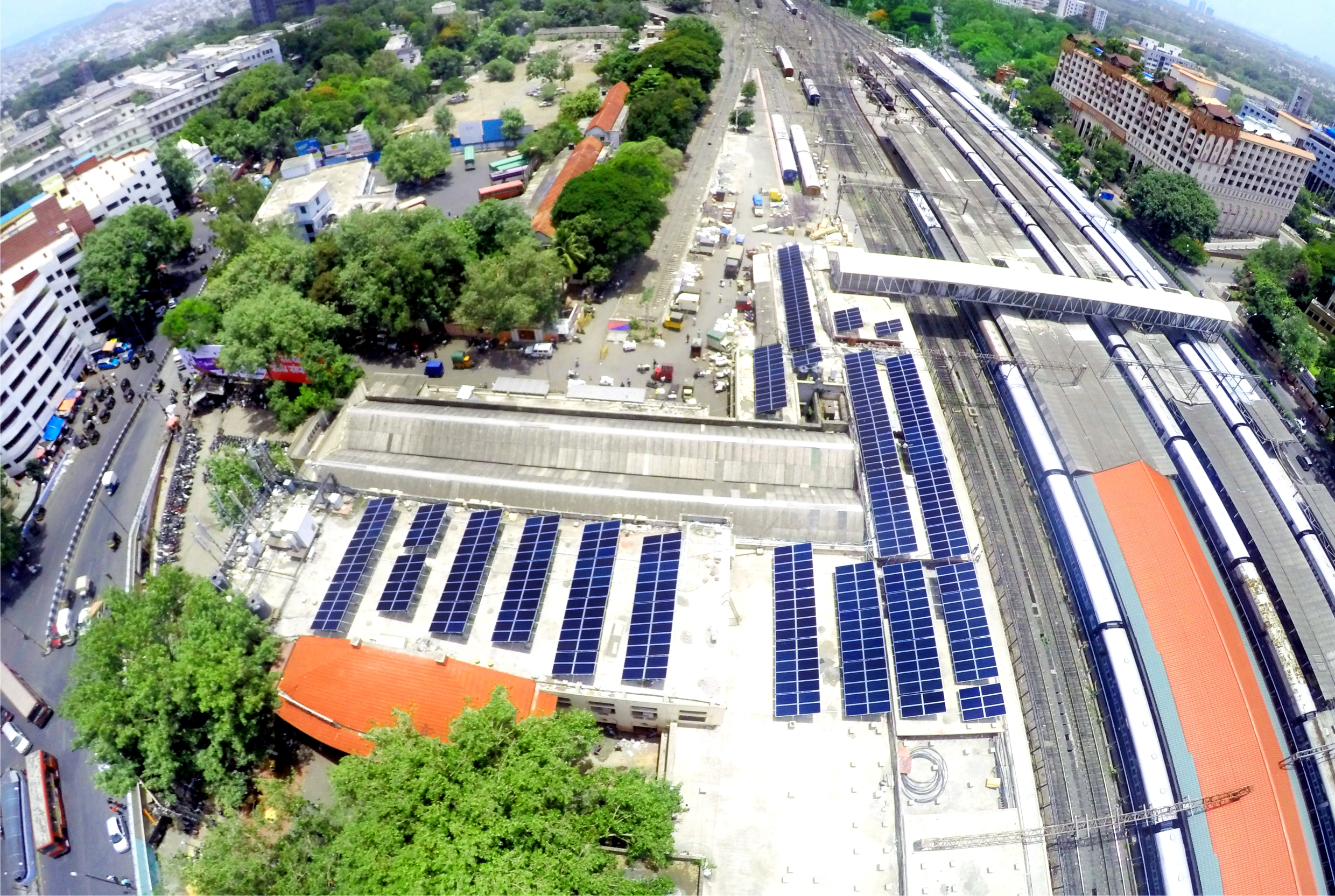
裝置於馬哈拉什特拉邦浦納火車站屋頂上的太陽能光電板。

發電容量為125MW的沙克利太陽能發電廠是馬哈拉什特拉邦的最大太陽能光電廠。 施里·賽巴巴桑斯坦信託（Shree Saibaba Sansthan Trust，為施里·賽巴巴薩馬迪廟及該地所有其他廟宇的管理和行政機構）擁有世界上最大的太陽能蒸氣系統，建於舍地 (印度)神廟，估計成本為1,330萬印度盧比（16萬美元），其中584萬印度盧比（7萬美元）由印度新能源與再生能源部補貼。這個系統每天為參拜者烹飪50,000份膳食，每年可節省100,000公斤瓦斯，且設計成即使在沒有電力的情況下也能產生烹飪用蒸汽。此系統歷時七個月完成，設計使用壽命為25年。馬哈拉什特拉邦的奧斯馬納巴德地區陽光充足，在印度的日照量排名第三。奧斯馬納巴德有座10MW太陽能光電廠於2013年投入運作。

### 拉賈斯坦邦
拉賈斯坦邦是印度太陽能發電最發達的邦之一，截至2022年6月，該邦的太陽能光電總容量達到14,454MW。在迪魯布海·安巴尼太陽能園區設有一座發電容量125MW的小型線性菲涅耳聚光鏡聚光太陽能熱發電廠。焦特布爾縣的發電裝置容量最大（超過1,500MW），其次是傑伊瑟爾梅爾縣和比卡內爾縣。
截至2020年3月，巴德拉太陽能園區的總發電裝置容量為2,245MW，曾是全球最大的太陽能光電廠。
印度唯一的塔式太陽熱能電廠（2.5MW）設於此邦的比卡內爾縣。
於該邦設立的750MW太陽能光電廠，在2019年3月報出最低的電價 - 2.48印度盧比/千瓦時（度）。
拉賈斯坦邦是印度第一個裝置太陽能發電容量達到10吉瓦的邦。其目標是到2024-25財政年度達到30吉瓦裝置容量，到2030年達到75吉瓦裝置容量。

### 米佐拉姆邦
截至2023年3月31日，米佐拉姆邦太陽能光電廠的裝置容量為23MW。凡可太陽能園區是該邦最大的太陽能園區。

### 坦米爾那都邦
迄2018年5月，坦米爾那都邦的太陽能光電裝置容量在印度排名第五。 該邦營運中的太陽能光電容量有1.8吉瓦。於2017年7月1日，坦米爾那都邦舉行1,500MW裝機招標時，太陽能光電的價格創下歷史新低，為3.47印度盧比千瓦時。
發電容量有648MW的卡木替太陽能光電計畫是該邦最大的太陽能光電項目。 內伊韋利褐煤公司於2018年1月1日在內伊韋利啟用一個新的130MW太陽能光電項目。
該邦截至2021年的光電發電總裝置容量為4.3吉瓦，計畫在2022年將容量增加一倍。

### 泰倫加納邦
特倫加納邦的太陽能光電容量為3,953MW，在印度排名第六，計劃在2022年將容量擴充到5,000MW。印度國家熱電公司拉瑪古丹電廠於2019年向巴拉特重型電力 (BHEL) 發出工作訂單，在其供水水庫上安裝100MW的浮式太陽能光電廠。印度國家火力發電拉馬古恩達姆廠在該邦建立的100MW浮式太陽能光電專案於2022年7月全面運營，成為印度最大的技術先進及符合環保的浮式太陽能發電廠。

## 發電
印度截至2024年3月31日的全部太陽能發電裝置容量（包括所有裝置於地面和屋頂裝設的）為81.81吉瓦。 2023年4月至2024年3月太陽能發電量為115.97太瓦時（前一年同期為102.01太瓦時）。估計已節省用煤達5,000萬噸。
| 財政年度  | 太陽能發電量 (太瓦時) |
| --------- | --------------------- |
| 2013–14年 | 3.36                  |
| 2014–15年 | 4.60                  |
| 2015–16年 | 7.45                  |
| 2016–17年 | 12.09                 |
| 2017–18年 | 25.87                 |
| 2018–19年 | 39.27                 |
| 2019–20年 | 50.13                 |
| 2020–21年 | 60.40                 |
| 2021–22年 | 73.48                 |
| 2022–23年 | 102.01                |
| 2023-24年 | 115.97                |

| 月份           | 印度五大區太陽能發電量 | 印度五大區太陽能發電量 | 印度五大區太陽能發電量 | 印度五大區太陽能發電量 | 印度五大區太陽能發電量 | 合計 (吉瓦時) |
| 月份           | 北區                   | 西區                   | 南區                   | 東區                   | 東北區                 | 合計 (吉瓦時) |
| -------------- | ---------------------- | ---------------------- | ---------------------- | ---------------------- | ---------------------- | ------------- |
| 2022年4月      | 3,208.06               | 1,632.07               | 3,376.37               | 92.37                  | 15.04                  | 8,323.92      |
| 2022年5月      | 3,558.22               | 1,744.64               | 3,402.17               | 99.98                  | 22.55                  | 8,827.56      |
| 2022年6月      | 3,447.78               | 1,538.53               | 3,177.10               | 78.58                  | 17.92                  | 8,259.91      |
| 2022年7月      | 3,000.77               | 1,178.11               | 2,699.70               | 74.34                  | 12.98                  | 6,965.89      |
| 2022年8月      | 3,136.11               | 1,216.88               | 2,972.50               | 75.70                  | 27.07                  | 7,428.25      |
| 2022年9月      | 3,662.69               | 1,390.23               | 3,052.64               | 76.37                  | 25.79                  | 8,207.73      |
| 2022年10月     | 3,835.41               | 1,657.49               | 3,123.65               | 88.36                  | 21.92                  | 8,726.83      |
| 2022年11月     | 3,389.91               | 1,577.53               | 2,898.03               | 89.57                  | 21.85                  | 7,976.88      |
| 2022年12月     | 3,436.29               | 1,564.96               | 3,098.10               | 85.72                  | 22.44                  | 8,207.51      |
| 2023年1月      | 3,539.94               | 1,831.84               | 3,806.66               | 87.91                  | 23.66                  | 9,290.01      |
| 2023年2月      | 3,733.67               | 1,977.84               | 3,726.01               | 98.09                  | 19.80                  | 9,555.41      |
| 2023年3月      | 4,172.76               | 1,930.04               | 4,018.53               | 97.45                  | 25.5                   | 10,244.34     |
| 合計（太瓦時） | 42,121.59              | 19,240.16              | 39,351.45              | 1,044.45               | 256.58                 | 102,014.24    |

## 不同應用裝置容量
| 應用                         | 2024年3月31日 |
| ---------------------------- | ------------- |
| 地面裝設，包含浮式及混合式。 | 66,980        |
| 屋頂裝設，連結電網           | 11,870        |
| 未連結電網                   | 2,960         |
| 合計                         | 81,810        |

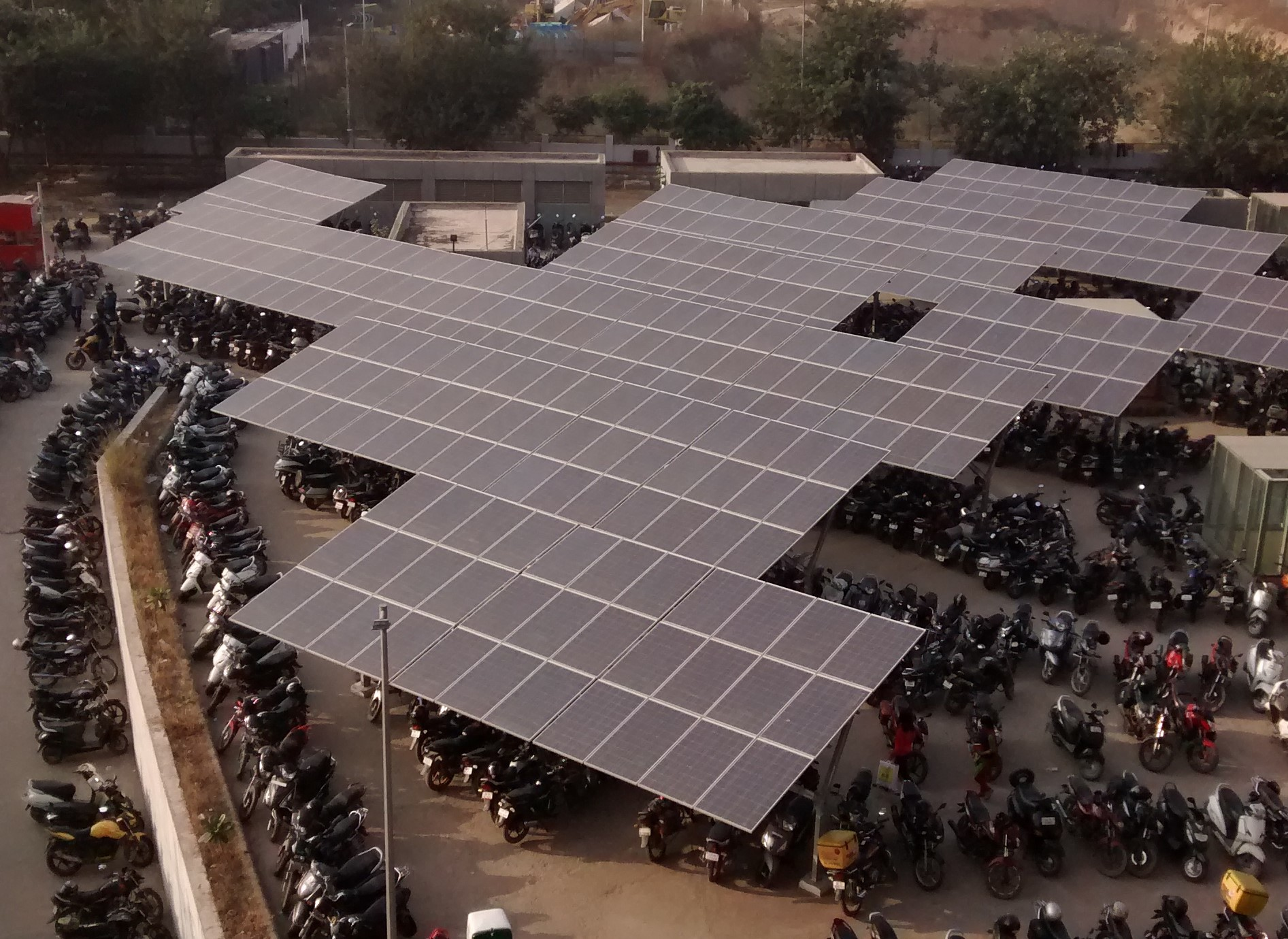
於德里千禧城市中心古爾岡地鐵站旁裝置的太陽能光電板。

所謂裝置發電容量通常以太陽能光電板的額定容量在標準條件下產出的直流電（AC）表示。將溫度係數、面板效率隨時間因素而降低、整個系統的損耗、裝設地點海拔高度、電廠位置、實際太陽輻照度等列入考慮。太陽能光電廠的高壓交流電功率峰值輸出通常介於額定直流容量的65%到75%之間。交流電峰值功率通常也因經濟原因而被所使用的逆變器容量限制。
截至2022年9月，印度的屋頂太陽能光電容量為8.3吉瓦。而這種太陽能又可分為住宅屋頂、商業和工業屋頂，以及一系列 - 包括農業建築、社區和文化中心屋頂。 該國於2018年有70%的屋頂太陽能裝機量是在工業和商業領域，只有20%在住宅領域。印度屋頂太陽能佔總體太陽能裝機量的比例遠低於其他主要太陽能發電國家的水平，但根據國家目標，預計屋頂太陽能光電裝置容量到2022年將增長到40吉瓦。粗略計算顯示印度的住宅屋頂太陽能已裝置容量僅為430MW左右，而英國於2018年的同類裝置容量已超過2,500MW，約為印度整體太陽能裝置容量的一半。印度另有1,467MW的離網光電容量，可提供電力給無法連接國家電網的村莊和住宅。
截至2024年6月，印度與電網連結的太陽能發電裝置容量有16.3吉瓦。

## 聚光太陽能
印度有商用聚光太陽能熱發電廠（非儲能型），裝置容量為227.5MW，其中安德拉邦有50MW，拉賈斯坦邦有177.5MW。印度現有的太陽能熱電廠（非儲能型）每天生產高成本的間歇性電力，可將其轉化為儲能型太陽能熱電廠，以更便宜的成本產生3至4倍的基本負載發電廠電力，而無需倚賴政府補助。有熱儲存裝置的聚光太陽能發電廠也成為比使用化石燃料發電廠更便宜（僅5美分/千瓦時）和更清潔的負載追蹤發電廠。印度太陽能公司於2024年宣佈將於同年3月年發出建設500MW太陽能熱發電的詢價。

## 混合太陽能發電廠
印度的太陽能光電主要在非季風期的白天發電，與發生於季風月份的風力發電有互補作用。太陽能光電板可安裝在風力發電機的塔結構上。太陽能光電還補充主要發生在印度季風月份的水力發電。太陽能光電廠可裝置在現有水力發電和抽水蓄能電站附近，抽水蓄能發電廠利用現有的輸電基礎設施，可將太陽能光電廠產生的多餘電力儲存。抽水蓄能電站，與水庫上浮式太陽能光電廠兩者間具有互補的作用。與抽水蓄能水力發電廠配套的太陽能光電廠可提供尖峰電力的需求。
太陽熱儲能發電系統在日間運轉時，約需額外10%的額定容量作為輔助電力，以驅動熱能採集過程。為降低輔助電力成本，可規劃混合式太陽能發電廠 - 將太陽熱發電與太陽能光電整合，利用太陽能光電系統所產生的較低成本電力，供應太陽熱發電系統之所需。此外，為優化電力成本，白天可利用更便宜的太陽能光電廠（產生33%電力）發電，而一天中的其餘時間則由太陽能熱儲能發電廠（產生67%電力）以滿足24小時基本負載功率。也可透過消耗廉價的多餘電網電力，將熱儲能系統中的熔鹽加熱到更高的溫度（此做法類似於效率較低、容量巨大且成本低廉的電池儲能系統），以便在通常傍晚發生電力尖峰需求時段將儲存的熱能轉為電力，而收取較高的電價。

## 太陽熱能

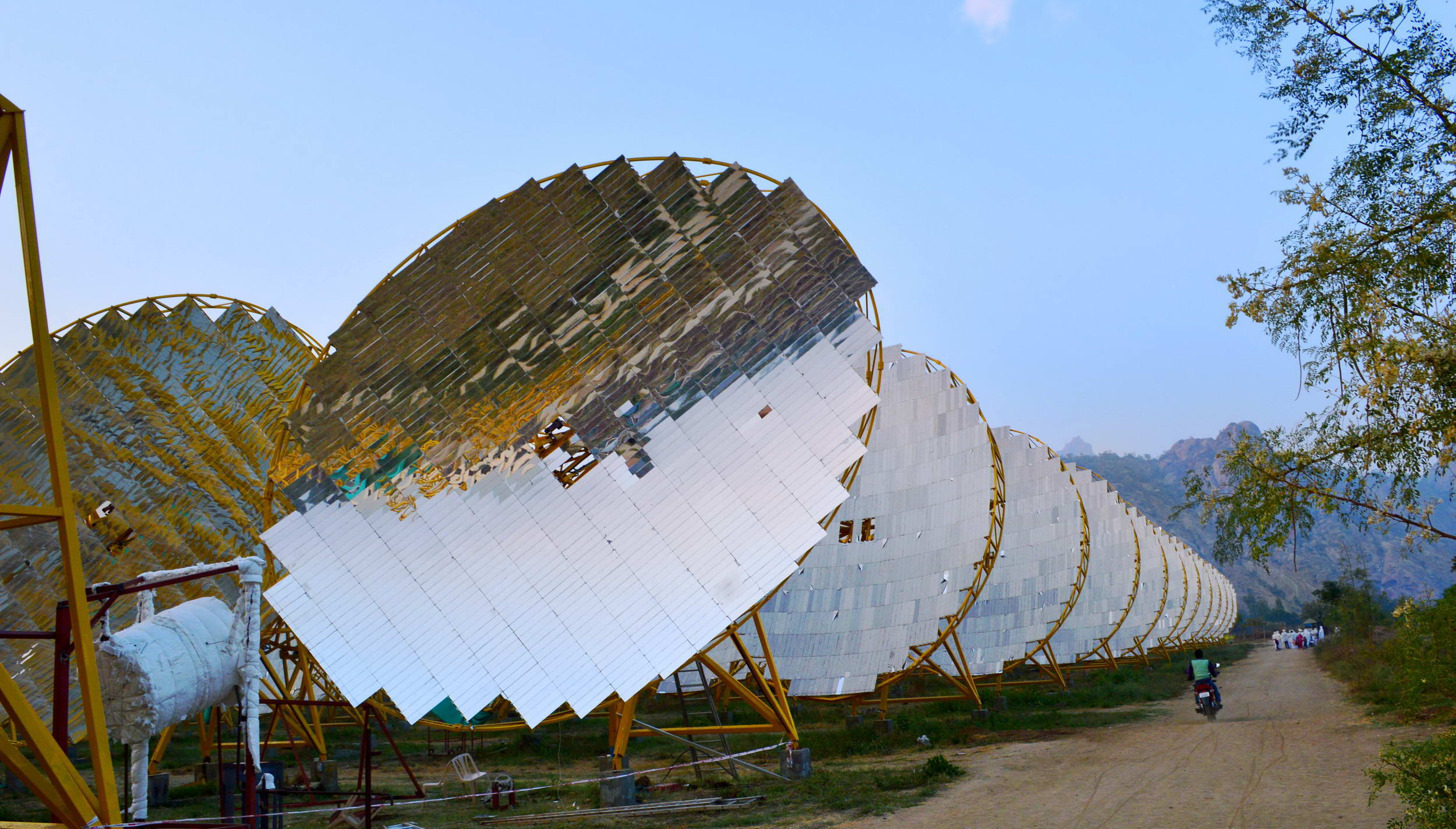
於拉賈斯坦邦，一建造中的蝶式聚光太陽能熱發電廠。

使用聚光太陽能反射器將水、空氣加熱，或是產生蒸氣設備的裝置正迅速增加中。印度目前太陽熱能集熱器的裝置容量約為20MW（熱能），預計將會迅速增長。將具有蓄熱能力的聚光太陽能熱發電和熱電聯產技術結合，將有全天候生產電力的可能。
卡納塔卡邦的邦加羅爾裝置有印度最高的屋頂太陽能熱水器數量，相當於200MW的發電量。邦加羅爾是印度第一個為使用屋頂熱水器的居民提供每月50印度盧比（60美分）電費折扣的城市，現在所有新建築都強制要求裝置此種熱水器。馬哈拉什特拉邦的浦納也強制要求在新建築中安裝此種熱水器。太陽光電熱能板在陽光下可同時集熱和發電。[

## 農村電氣化
印度農村普遍缺乏電力基礎設施，是其發展過程中的重大障礙。印度缺乏電網連結，仍有大量人口過著離網的生活方式。印度於2004年約有8萬個村莊尚未通電，其中1.8萬個村莊由於無法通過延伸傳統電網以達到通電的目的。該國於2002年-2007年的五年計畫，設定為5,000個此類村莊完成通電的目標。到2004年，已有2,700多個村莊主要採用太陽能光電系統而實現電氣化。太陽能技術被認為是一種廉價的農村電氣化替代方案，提供具有分散式發電功能的的電力基礎設施。這種技術可繞過（或緩解）昂貴的長距離集中供電系統，為廣大農村人口帶來廉價電力。拉賈斯坦邦在2016-17財政年度中為91個村莊安裝獨立式太陽能發電系統，有超過6,200個家庭已安裝100瓦太陽能家庭照明系統。
印度已銷售或配送約120萬個太陽能家用照明系統及320萬個太陽能燈籠，成為亞洲離網太陽能燈具的最大市場。

### 燈具和照明
印度截至2012年已累計安裝太陽能燈460萬盞，太陽能家用照明系統861,654具，通常用於取代煤油燈，可透過小額貸款以相當於幾個月的煤油購價而取得。印度新能源與再生能源部為燈籠、家用燈和小型系統（最高210瓦）的購置成本提供30%至40%的補貼。預計印度到2022年將會累計裝置2,000萬個太陽能燈具。

### 農作輔助
太陽能泵系統可用於輸送灌溉和飲用水。大多數的泵（又稱幫浦）均配有200–3,000瓦（0.27–4.02馬力）的電動馬達，電力來源為1,800瓦太陽能光電陣列，每天可從10公尺（33英尺）的水頭輸送約140,000公升（37,000美制加侖）的水。印度依據KUSUM計劃（印度政府於2019年3月推出的計劃，目的在提供灌溉輔助，增加農民的收入，並讓農業部門停止使用柴油泵。）迄2019年10月31日，印度已安裝181,521個太陽能泵系統，而預計到2022年，此種系統裝設總數將達到350萬個。在陽光熾烈的白天，當田地需要更多的灌溉用水時，可先行讓水流過太陽能面板表面，以降低其溫度和同時進行清潔工作，而提高太陽能泵的性能。農業光電與耕作利用同一塊土地，在不影響農業生產的情況下發電。太陽能乾燥機可將農獲乾燥後再儲存。有研究單位實驗運用太陽能驅動的自行車在田野和村莊之間作為簡易交通及運輸工具。也有實驗，利用太陽能嘗試從空氣中汲取氮氣製成氮肥。
預計印度到2026年將有超過300萬農民採用太陽能泵，這是傳統化石燃料系統的經濟高效替代方案。然而廣泛使用水泵抽水，導致地下水嚴重枯竭，特別是在拉賈斯坦邦等乾旱地區，當地地下水位急劇下降至400英尺深。此情況突顯印度未受規範的地下水開採對環境的影響。

### 雨水收集
雨水是太陽能之外的一種重要再生資源。印度每年都在擴建太陽能光電，有大片的太陽能板可用於收集落在其上的雨水。雨水的鹽度非常低，可透過簡單的水淨化過程，產生不含細菌和懸浮物的水供人利用。太陽能光電發電廠也能透過收集雨水的方式增加收入。

## 製冷和空調

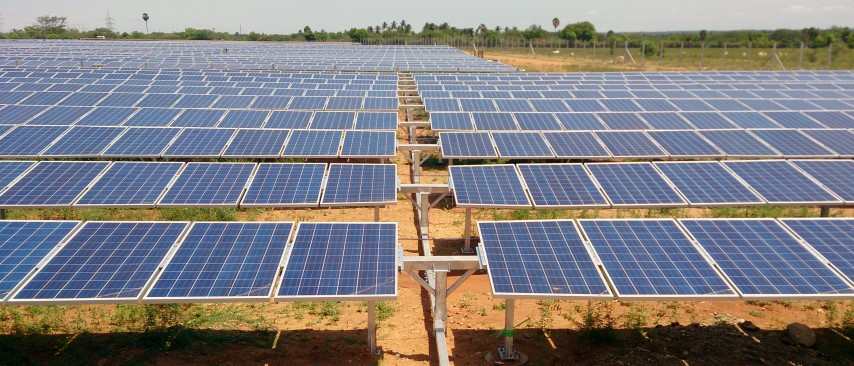
於坦米爾那都邦韋拉科伊爾，配置有水平單軸太陽追蹤器的4MW太陽能光電面板。

每單位電力支付超過5印度盧比（6.0美分）較高電價的住宅消費者可組團，集體安裝屋頂離網太陽能光電裝置（無需太大電池儲量），以取代來自電網的部分昂貴電力。於陽光燦爛的白天，屋頂太陽能板能生產最大發電量，可在住宅各式用電大增時提供輔助電力，降低向配電公司支付此時段的高電費。由電動載具淘汰的電池也可用於儲存白天生產多餘的太陽能光電。
在晚間用電高峰地區，透過白天下午增加空調設定對房屋進行預冷，以及空調系統結合冷凍水儲存，可增加太陽能光電對系統的價值，促進太陽能光電在總發電量的佔比。使用前述兩種方案可將太陽能光電在總發電量中提高多達15個百分點。

## 穩定電網作用
太陽能光電廠能在電網頻率下降時提供快速頻率響應。配備電池儲能系統的太陽能光電廠，當電網頻率低於額定參數（50赫茲）時，可將儲存的電力回饋給電網，當電網頻率高於額定參數時，也可從電網中將多餘的電力儲存。
太陽能發電廠若配備電池儲能系統，且用於可用性為基礎的電價服務，並透過開放接入設施傳輸自備發電，則無需簽訂電力採購協議 (PPA)。電池儲存設備在印度很受歡迎，有超過1,000萬家庭在降載期間使用備用電池儲存的電力。電池儲存系統也用於提高功率因數。在印度能源交易所進行尖峰電力買賣時，太陽能光電或風能搭配四小時電池儲能系統，作為可調度發電來源，相較於印度的新建燃煤發電廠和新建燃氣發電廠，已經具有成本競爭力，而無需補貼或電力採購協議。印度的電池儲能系統成本已大幅下降，儲存容量為500MW的系統，滿載後可供電四小時（每天充電及放電各一次）。
通常印度每年從11月到次年4月會經歷近6個月的早上高峰電力需求，而當地早上6點到10點的太陽能光電量不足以滿足此種需求（中午的發電量才會達到高峰）。然而可將太陽能面板朝向/固定於東南方向（從南向向東約10°）以捕捉更多陽光，增強尖峰時段的太陽能發電。上午時段較高的太陽能電價讓太陽能光電廠能配合國家電網的最大尖峰需求，而減少調峰水力發電廠或負載追蹤發電廠的負載。太陽能面板的安裝角度會影響發電效率，將太陽能板朝向正確的角度，可將年總發電量最大化。
電池儲存還可用於減少每日/每月尖峰電力需求，而最大限度減少商業和工業機構的每月電費。使用電池將太陽能光電從發電量非常高的時間（中午）轉移到發電量較低的時間（傍晚、夜間、早晨）使用，可大幅增加光電在未來印度電力系統中的佔比 - 從40%-50%，增加到60–90%。

## 挑戰與機會
印度的土地徵收價格昂貴。用於安裝太陽能光電陣列的專用土地必須與其他需求競爭。公用事業規模太陽能光電廠每發電40-60MW所需的土地面積約為1平方公里（250英畝）。有替代方案是利用灌溉溝渠、湖泊、水庫、農田池塘和海洋的水面來建造大型太陽能光電廠。由於太陽能板有更好的冷卻和太陽追蹤系統，電力輸出得以增強。這些水體還可提供清潔太陽能板所用的水。傳統浮式太陽能光電廠只能安裝在水庫的深水區。到2018年，浮式太陽能發電廠的安裝成本已大幅下降。太陽能板也可經濟地安裝在淺海和水庫的最高水位之上（變動水位區），並以樁柱支撐。印度鐵路公司於2019年1月宣佈計畫，將於鐵路沿線安裝4吉瓦的光電發電容量。利用高速公路和鐵路沿線還可避開靠近負載中心的高昂土地成本，透過在道路或鐵軌上方約10公尺處設置太陽能光電廠可最大限度將輸電線路成本降低。道路沿線產生的太陽能也可供電動載具充電，而降低燃料成本。高速公路也可避免雨水和夏季炎熱損害，提高通勤者舒適度。
因為印度位於熱帶，且人口稠密，擁有高日照度和龐大潛在消費群，綠色和平組織建議該國採取發展太陽能作為其再生能源結構中的主體。在一假設的情景中，印度可在2030年將再生資源作為其經濟支柱，在不損害經濟成長潛力的情況下達到減少碳排放目的。一項研究顯示透過公用事業規模和屋頂太陽能的組合可產生100吉瓦的太陽能光電，預計該國到2024年屋頂太陽能發電的可實現潛力在57至76吉瓦之間。

## 政府支持
印度政府於2010-11財政年度宣佈為國家太陽能任務和清潔能源基金撥款100億印度盧比（1.2億美元），比之前的預算增加38億印度盧比（4,600萬元）。該預算將太陽能板進口關稅降低5%來鼓勵私營太陽能發電公司加入開發。預計這將讓屋頂太陽能板的安裝成本降低15%至20%。
印度政府為安裝屋頂太陽能板提供補貼，以提高太陽能採用率。隨著政府提供補貼，更多的家庭和企業將有能力安裝屋頂太陽能板，而促使該國朝更為永續發展的路徑往前。

### 電力價格

太陽能光電板的價格自1977年以來大幅下降，使得此種發電變得越來越具有成本效益。而化石燃料終有枯竭之日，價格會越來越貴。

印度於2017年4月逆向拍賣的平均出價為每千瓦時3.15印度盧比（3.8美分），而2010年的為每千瓦時12.16印度盧比（15美分），下降幅度約為73%。目前太陽能光電的價格比燃煤發電廠平均電價低約18%。到2018年底，由於競爭性逆向拍賣、太陽能板和組件價格下跌、新太陽能園區引入、借貸資金成本降低和大型電力公司加入競爭而導致電價下跌。印度、中國、巴西和其他55個新興市場的太陽能光電發電成本下降至2010年價格的三分之一左右，讓太陽能在再生能源中成為最便宜，且比使用煤炭和天然氣等化石燃料發電更低。
印度興建太陽能發電廠，每MW資本成本為全球最低。然而全球太陽能光電在2021年4月的均化成本降至每千瓦時1.04美分（0.77印度盧比），比印度的最低太陽能光電價格便宜得多。將低電價的間歇性/不可調度的太陽能光電與有儲能裝置的聚光太陽能熱發電相結合，可成為最便宜的全天候可調度電力。
印度政府已允許將太陽能光電的購買價格從最高限額每千瓦時4.43印度盧比（5.3美分）降至每千瓦時4.00印度盧比（4.8美分），此舉反映出太陽能發電設備成本已有大幅下降。
位於中央邦的雷瓦超大型太陽能發電廠的發電成本降已至每度（千瓦時）電2.97印度盧比（3.6 美分），是印度最低的發電成本。於2020年第一季度，印度大型地面太陽能發電裝置成本一年內下降12%至3.5億印度盧比/MW。
於2017年5月，在巴德拉太陽能園區二期250MW產能拍賣中，南非的Phelan Energy Group和印度的阿瓦達集團分別以每千瓦時2.62印度盧比（3.1美分）的價格獲得50 MW和100MW的產能。此電價也低於印度國家火力發電公司每千瓦時3.20盧比的平均煤電價格。 SBG Cleantech（由軟銀集團、巴帝電信和鴻海科技集團（富士康）組成的財團）以每千瓦時2.63印度盧比（3.2美分）的價格獲得剩餘的100MW產能。幾天後，在同一園區的另外500MW產能的第二次拍賣中，太陽能光電價格進一步降至每千瓦時2.44印度盧比（2.9美分），此價格是印度所有太陽能發電項目中的最低電價。這些電價低於印度能源交易所（IEX）非季風期白天發電電力的交易價格，也低於抽水蓄能發電廠（使用價格更便宜的剩餘太陽能光電來抽水蓄能）於後來滿足高峰負載的電價，這表明印度太陽能光電不需要任何購電協議和任何獎勵措施即可產生低廉電力。太陽能光電廠開發商預測，光電價格將在不久的將來降至1.5印度盧比（1.8美分）/度。
該國於2018年5月的最低太陽能光電價格為2.71印度盧比/千瓦時（無政府獎勵措施），低於巴德拉太陽能園區的電價（每千瓦時2.44印度盧比，有民間參與公共建設獎勵）。在2018年7月初的投標中，在沒民間參與公共建設獎勵的情況下，最低太陽能光電價格已達到每千瓦時2.44印度盧比（2.9美分）。2019年6月，高壓邦際輸電系統 (ISTS) 供電的最低電價為2.50印度盧比（3.0美分）/千瓦時。 2019年2月，帕瓦加達太陽能發電園區50MW合約裝置容量的最低太陽能光電價格為每千瓦時1.24印度盧比（1.5美分）。
屋頂太陽能光電的價格也在下降，近期報價為3.64印度盧比（4.4美分），面板組件100%由本地製造。到2022年8月，容量在1至3千瓦之間的屋頂太陽能面板安裝成本已降至45,000盧比/千瓦以下。
2020年5月，屋頂太陽能光電的第一年電價為每千瓦時2.90盧比（3.5美分），全天候混合再生能源供電的均化電價為每千瓦時3.60印度盧比（4.3美分）。 2020年11月，太陽能光電價格已降至每千瓦時2.00印度盧比（2.4美分）。
2021年3月，對進口太陽能光電面板和組件徵收基本關稅 (BCD) 後的均化電價為每千瓦時2.20 盧比（2.6美分）。 2022年11月，浮式太陽能光電價格為每千瓦時3.70印度盧比（4.4美分）。
2023年4月，有或沒有儲能裝置的全天候混合太陽能光電供電的最低均化價格為每千瓦時3.99盧比（4.8美分）。 2023年4月，太陽能光電最低價格為每千瓦時2.55盧比（3.1美分）。於2023年，最低均化光電價格為2.51印度盧比（3.0美分）。
2023年12月，中國太陽能光電模組價格大幅跌破0.15美元/瓦，每片的價格跌破0.055美元/瓦。進口太陽能板成本僅佔工程總成本的1/6。然而印度製造的太陽能組件價格比中國的價格高出至少50%。印度太陽能光電廠的進口零件少於化石燃料發電廠所需的，隨著本土組件產能陸續投產，未來幾年也將進一步減少進口項目。 印度於2023-24財政年度發佈創紀錄超過69吉瓦的再生能源（主要是太陽能光電）招標，超過政府當初設定的50吉瓦目標。到2024年，印度大型太陽能光電廠的平均成本已大幅降至每MW3,500萬印度盧比以下。

### 獎勵措施
截至2015年7月，印度對此產業的主要獎勵措施為：
1. 可行性差距資金：逆向拍賣過程中，要求最少可行性差距資金的投標人（2016年的參考電價為每度4.93盧比）將會得標。 [237]開放項目提供的資金平均為每MW1億盧比。
2. 折舊：對於安裝屋頂太陽能系統的營利企業，可在第一年以總投資的40%申報折舊（而減少營利申報）。
3. 太陽能發電廠可自由籌措外部商業借貸額度。[238]
4. 為保護印度本土太陽能面板製造商，從2018年8月起，對涉嫌向印度傾銷太陽能板的中國和馬來西亞進口產品徵收25%的保障稅，為期兩年。[239]
5. 資本補貼，適用於最大500千瓦的屋頂太陽能發電設施。
6. 再生能源證書（REC）：此種證書可在市場交易，為生產綠色電力提供經濟誘因。[240]
7. 淨計量電價獎勵，取決於是否安裝淨計量電表以及公用事業公司本身的激勵政策。如有的話，所產生的電力可取得經濟誘因。[241]
8. 保證購電協議（PPA）：邦和中央政府擁有的配電和採購公司保證購買發電商僅在白天生產的太陽能光電。購電協議為太陽能發電提供公平的市場確定的電價，太陽能發電是二次電源或負負載，且是每日的間歇性再生能源。
9. 對於2022年3月31日之前投產的項目，在PPA期間不徵收邦際輸電系統 (ISTS) 費用和損失。[242]
10. 聯邦政府分別為山地邦和其他邦提供屋頂太陽能裝置安裝補貼（分別為70%和30%）。各邦政府也為裝設屋頂太陽能發電裝置提供額外獎勵。[243][244]
11. 根據《印度2003年電力法（英语：The Electricity Act, 2003）》的規定，自動允許100%外國直接投資 (FDI) 在印度興建太陽能發電廠。[245]

### 印度發起的國際太陽能聯盟
印度總理納倫德拉·莫迪和法國總統法蘭索瓦·歐蘭德於2016年1月在新德里古爾岡市為國際太陽能聯盟（ISA）總部建物奠基。 ISA將重點放在全部或部分位於北迴歸線和南迴歸線之間的國家推廣和開發太陽能和太陽能相關產品。 此包含有120多個國家的聯盟是在2015年聯合國氣候變化大會（簡稱COP21）氣候高峰會上宣佈成立。ISA的願景之一是廣泛部署太陽能發電，降低生產和開發成本，促進貧困和偏遠地區增加太陽能技術利用。

## 印度太陽能板產業
截至2023年12月，印度太陽能板和組件的產能分別為6吉瓦和37吉瓦。預計到2025年底，太陽能板產能將達到25吉瓦，組件產能將達到60吉瓦。 印度的勞動力工資和工業成本較中國為低。太陽能板重量中有近80%是平板玻璃。製造一MW的太陽能面板需要使用100-150噸平板玻璃。為增設太陽能光電廠，平板玻璃及其原材料的生產必須相應擴大，以消除供應限制及避免由外國進口。
印度新能源與再生能源部（MNRE）發表一份備忘錄，以確保太陽能板和模組的品質。符合規範的製造商及其產品才得列入ALMM（Approved List of Models and Manufacturers - 型號和製造商批准名單）。印度製造商逐漸能提供性能更好、更耐用的單晶矽產品共本地市場使用。預計印度太陽能面板產業到2026年將可實現自給自足。印度於2024年5月開始進口多晶矽以生產矽錠，再將矽錠轉製成太陽能板。
印度於2016-17財政年度排名在前的太陽能模組供應商為：瓦利集團（Waaree Group)、天合光能（總部設於中國）、晶澳太陽能（總部設於中國）、阿特斯陽光電力集團（總部設於加拿大））、東方日升（總部設於中國）和韓華集團（總部設於韓國）。

## 印度主要太陽能光電廠
以下是印度發電容量至少為20MW的太陽能光電廠列表。
| 廠名                                                         | 所在邦         | 地理座標                                                | 最高直流電發電容量 (MW) | 啟用年份 | 註記                                                     | 參考                    |
| ------------------------------------------------------------ | -------------- | ------------------------------------------------------- | ----------------------- | -------- | -------------------------------------------------------- | ----------------------- |
| 巴德拉太陽能園區                                             | 拉賈斯坦邦     | 27°32′22.81″N 71°54′54.91″E / 27.5396694°N 71.9152528°E | 2,245                   | 2020年   | 發電容量於2020年為世界第一，佔地面積世界第二             | [ 264 ] [ 265 ] [ 266 ] |
| 帕瓦加達太陽能發電園區                                       | 卡納塔卡邦     | 14°15′7″N 77°26′51″E / 14.25194°N 77.44750°E            | 2,050                   | 2019年   | 發電容量於2020年3月為世界第二，佔地面積世界第一          | [ 267 ]                 |
| 科努超大型太陽能光電園區                                     | 安德拉邦       | 15°40′53″N 78°17′01″E / 15.681522°N 78.283749°E         | 1,000                   | 2017年   |                                                          | [ 268 ]                 |
| NP坤達超大型太陽能光電項目                                   | 安德拉邦       | 14°01′N 78°26′E / 14.017°N 78.433°E                     | 978                     | 2021年   | 在一名為南布拉普拉昆塔的村莊。總預定發電容量為1,500M W。 | [ 269 ] [ 270 ] [ 271 ] |
| 雷瓦超大型太陽能發電廠                                       | 中央邦         | 24°28′49″N 81°34′28″E / 24.48028°N 81.57444°E           | 750                     | 2018年   |                                                          | [ 272 ]                 |
| 古吉拉特邦太陽能園區-1                                       | 古吉拉特邦     | 23°54′N 71°12′E / 23.900°N 71.200°E                     | 690                     | 2012年   | 位於帕坦縣，預計發電容量於2019年將增至790MW。            | [ 273 ] [ 274 ] [ 275 ] |
| 卡木替太陽能光電計畫                                         | 坦米爾那都邦   | 9°20′51″N 78°23′32″E / 9.347568°N 78.392162°E           | 648                     | 2017年   | 發電容量為648MW，於全球主要太陽能光電廠列表中排名第12。  |                         |
| 阿納恩塔普爾超大型太陽能發電園區-II（Ananthapuramu – II）    | 安德拉邦       | 14°58′49″N 78°02′45″E / 14.98028°N 78.04583°E           | 400                     | 2019年   | 位於阿納恩塔普爾縣，設計發電容量為500MW。                | [ 276 ] [ 277 ]         |
| 佳里唯度超大型太陽能發電園區（HPCL Galiveedu Solar PV Park） | 安德拉邦       | 14°6′21″N 78°27′57″E / 14.10583°N 78.46583°E            | 400                     | 2020年   | 位於卡達帕縣的佳里唯度（Galiveedu）。                    | [ 278 ]                 |
| 門德索爾太陽能發電廠（Mandsaur Solar Farm）                  | 中央邦         | 24°5′17″N 75°47′59″E / 24.08806°N 75.79972°E            | 250                     | 2017年   |                                                          | [ 279 ]                 |
| 丘德達帕超大型太陽能園區                                     | 安德拉邦       | 14°54′59″N 78°17′31″E / 14.91639°N 78.29194°E           | 250                     | 2020     | 總計畫發電容量1000MW                                     | [ 280 ] [ 281 ]         |
| 韋爾斯朋MP太陽能項目                                         | 中央邦         |                                                         | 151                     | 2014年   |                                                          | [ 282 ]                 |
| 尼扎馬巴德太陽能發電廠（全球再生能源）                       | 泰倫加納邦     |                                                         | 143                     | 2017年   |                                                          | [ 283 ]                 |
| 內伊韋利太陽能計畫（Neyveli Solar Power Project）            | 坦米爾那都邦   |                                                         | 130                     | 2018年   | 整個項目分佈在同一個城鎮的四個地點                       | [ 284 ]                 |
| 沙克利太陽能發電廠                                           | 馬哈拉什特拉邦 |                                                         | 125                     | 2013年   |                                                          |                         |
| NTPC巴德拉太陽能發電廠                                       | 拉賈斯坦邦     |                                                         | 110                     | 2015年   |                                                          | [ 285 ]                 |
| 馬哈拉什特拉1號太陽能發電廠                                  | 馬哈拉什特拉邦 |                                                         | 67                      | 2017年   |                                                          |                         |
| 奧迪薩綠色能源開發太陽能發電廠 (由GEDCOL興建)                | 奧迪薩邦       |                                                         | 50                      | 2014年   |                                                          | [ 286 ]                 |
| 塔塔電力太陽能拉吉加爾太陽能發電廠（由塔塔電力太陽能興建）   | 中央邦         |                                                         | 50                      | 2014年   |                                                          | [ 287 ]                 |
| 威爾斯潘能源帕洛迪太陽能發電廠                               | 拉賈斯坦邦     |                                                         | 50                      | 2013年   |                                                          | [ 288 ]                 |
| 迦蘭太陽能項目                                               | 北方邦         |                                                         | 50                      | 2016年   |                                                          |                         |
| GEDCOL太陽能發電廠                                           | 奧迪薩邦       |                                                         | 48                      | 2014年   |                                                          | [ 289 ]                 |
| CIAL太陽能發電項目                                           | 喀拉拉邦       |                                                         | 40                      | 2013年   | 為世界首座全由太陽能光電提供電力的國際機場供電           | [ 290 ]                 |
| 卡納塔卡1號太陽能發電廠                                      | 卡納塔卡邦     |                                                         | 40                      | 2018年   |                                                          |                         |
| 畢塔太陽能發電廠                                             | 古吉拉特邦     |                                                         | 40                      | 2012年   |                                                          | [ 291 ]                 |
| 波卡蘭DA太陽能發電廠                                         | 拉賈斯坦邦     |                                                         | 40                      | 2012年   |                                                          | [ 292 ]                 |
| 維克蘭太陽能與財務租賃太陽能發電廠                           | 中央邦         |                                                         | 40                      | 2015年   | [ 293 ]                                                  |                         |
| 拉賈斯坦太陽能光電廠                                         | 拉賈斯坦邦     |                                                         | 35                      | 2013年   |                                                          | [ 294 ]                 |
| 巴廷達威爾斯潘太陽能電廠                                     | 旁遮普邦       |                                                         | 34                      | 2015年   |                                                          | [ 295 ]                 |
| 拉利特普爾毛瑟貝爾太陽能電廠                                 | 古吉拉特邦     |                                                         | 30                      | 2011年   |                                                          | [ 296 ]                 |
| 拉利特普爾太陽能發電項目                                     | 北方邦         |                                                         | 30                      | 2015年   |                                                          | [ 297 ]                 |
| 米塔普爾太陽能發電廠                                         | 古吉拉特邦     |                                                         | 25                      | 2012年   |                                                          | [ 298 ]                 |
| 凡可太陽能園區                                               | 米佐拉姆邦     |                                                         | 20                      | 2023年   |                                                          | [ 299 ]                 |
| GEDCOL太陽能發電廠                                           | 奧迪薩邦       |                                                         | 20                      | 2014年   |                                                          | [ 300 ]                 |

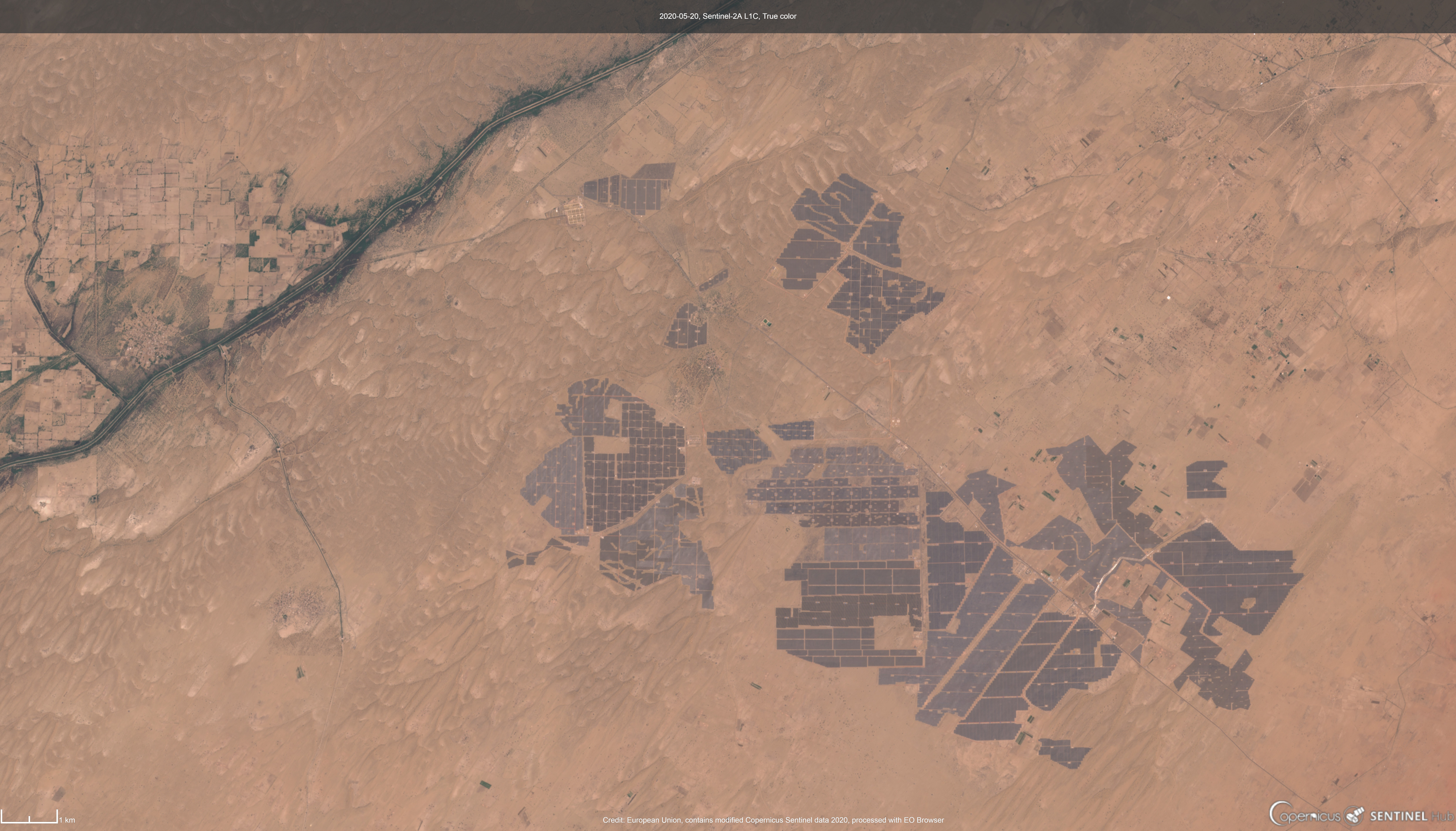
巴德拉太陽能園區, 拉賈斯坦邦 2,245 MW 27°32′22.81″N 71°54′54.91″E / 27.5396694°N 71.9152528°E
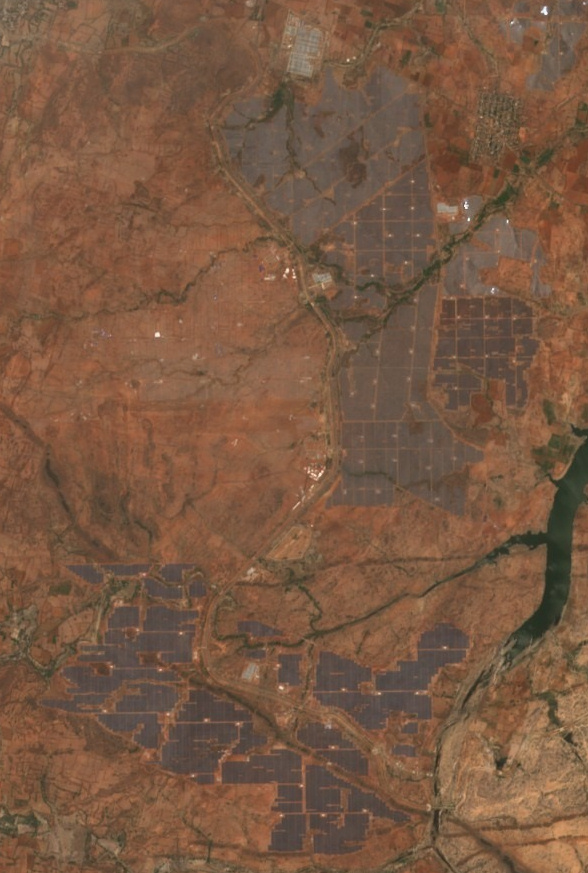
NP坤達超大型太陽能光電項目, 安德拉邦 978 MW 14°01′N 78°26′E / 14.017°N 78.433°E
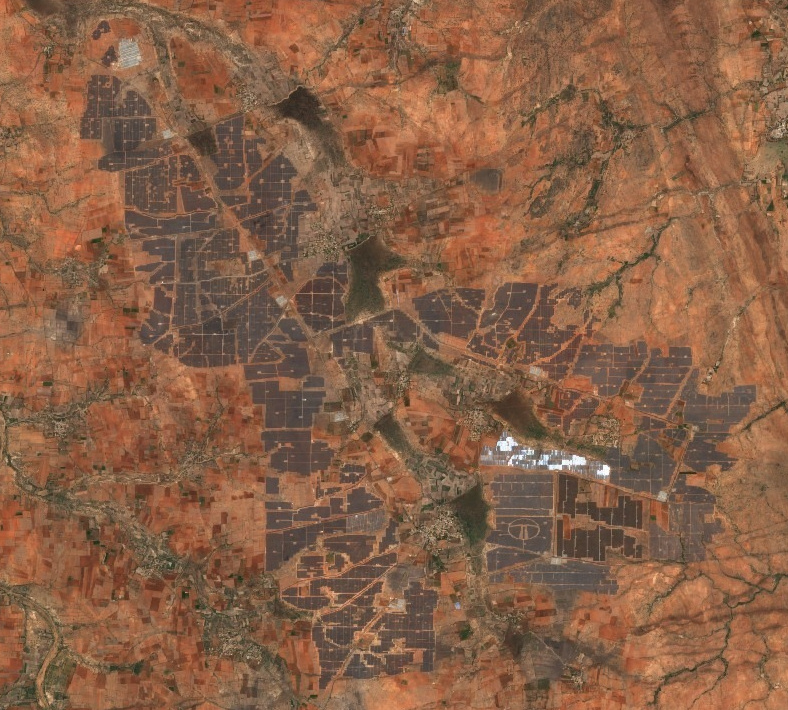
帕瓦加達太陽能發電園區, 卡納塔卡邦 2,050 MW 14°15′7″N 77°26′51″E / 14.25194°N 77.44750°E
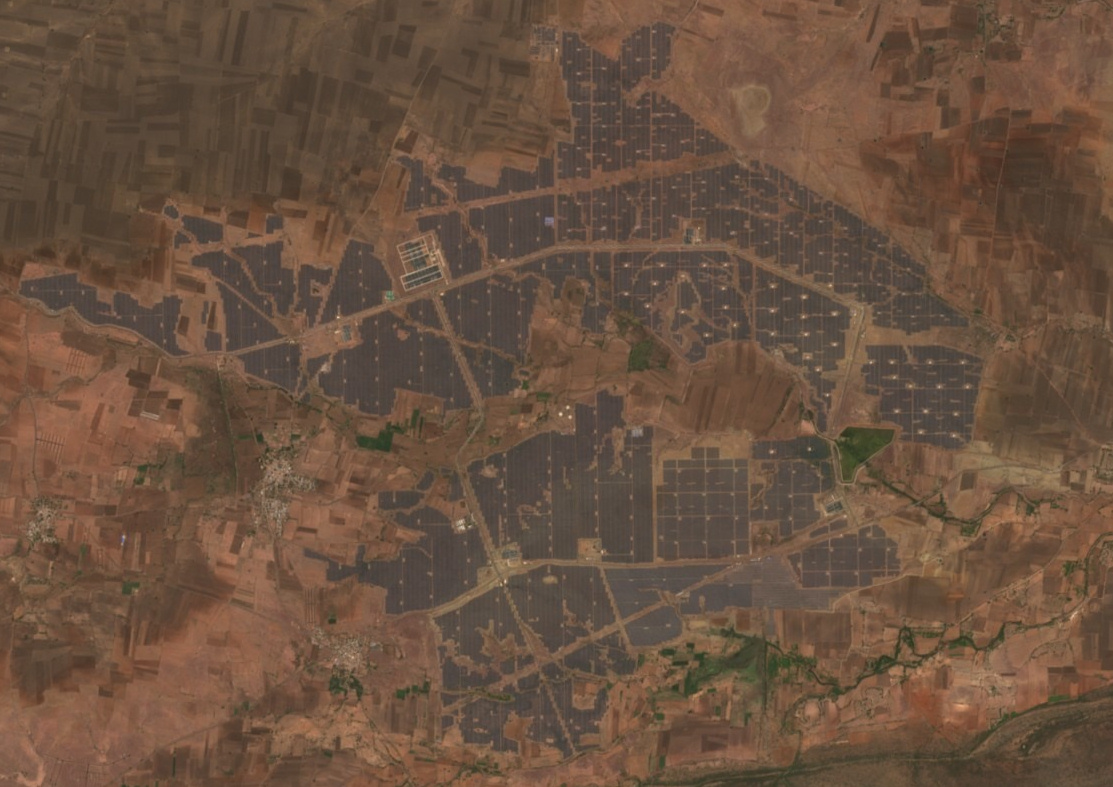
科努超大型太陽能光電園區, 安德拉邦 1,000 MW 15°40′53″N 78°17′01″E / 15.681522°N 78.283749°E
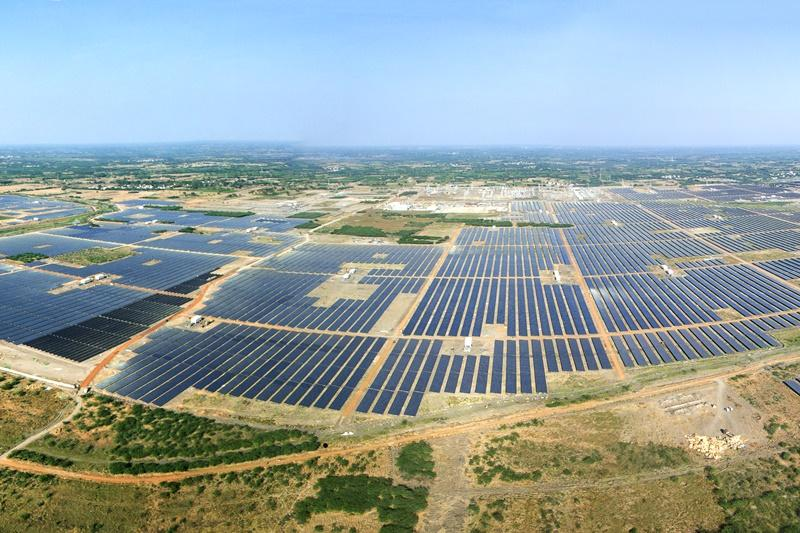
卡木替太陽能光電計畫, 安米爾那都邦 648 MW 9°20′51″N 78°23′32″E / 9.347568°N 78.392162°E
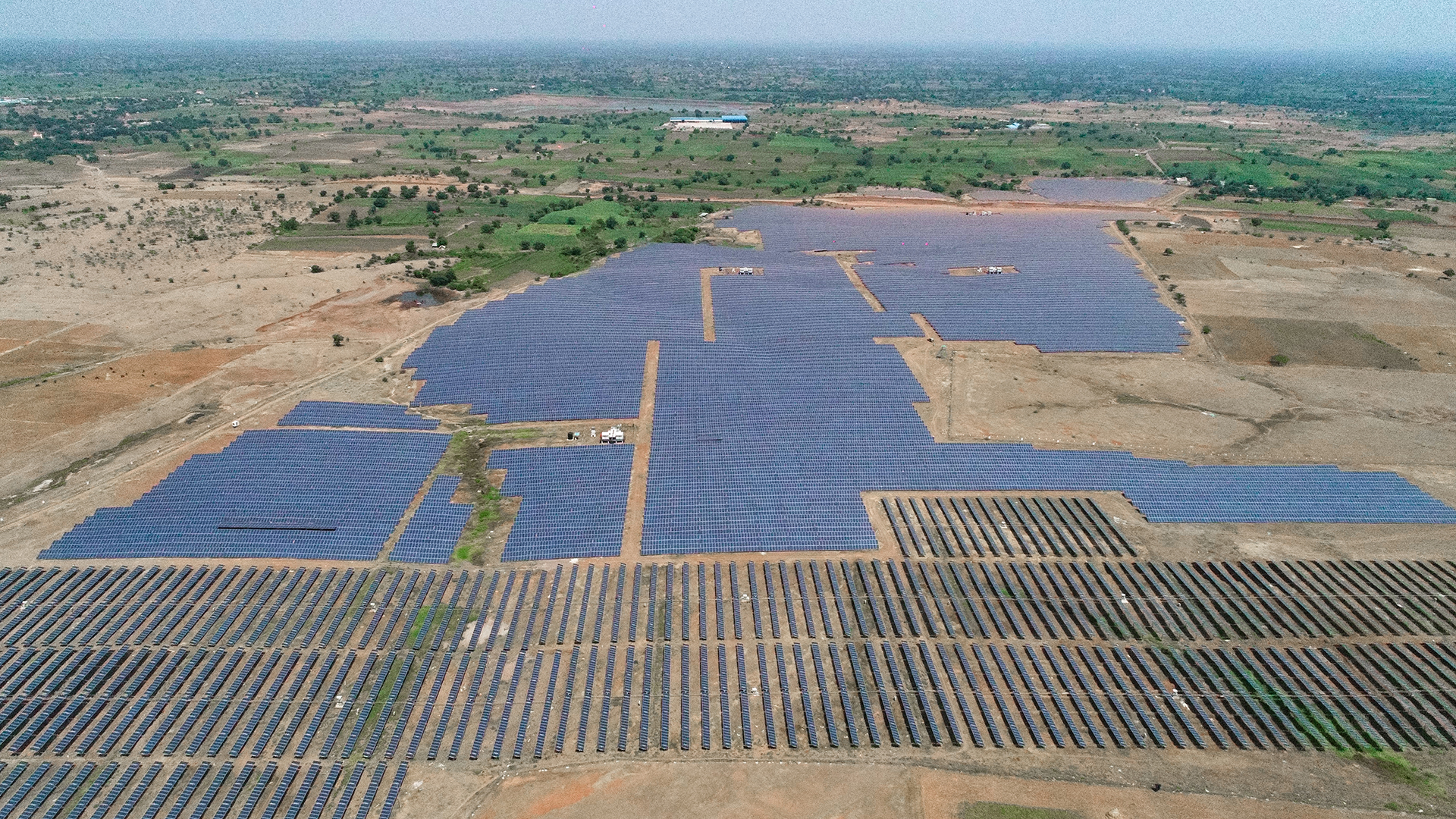
馬哈拉什特拉1號太陽能發電廠, 馬哈拉什特拉邦 67 MW
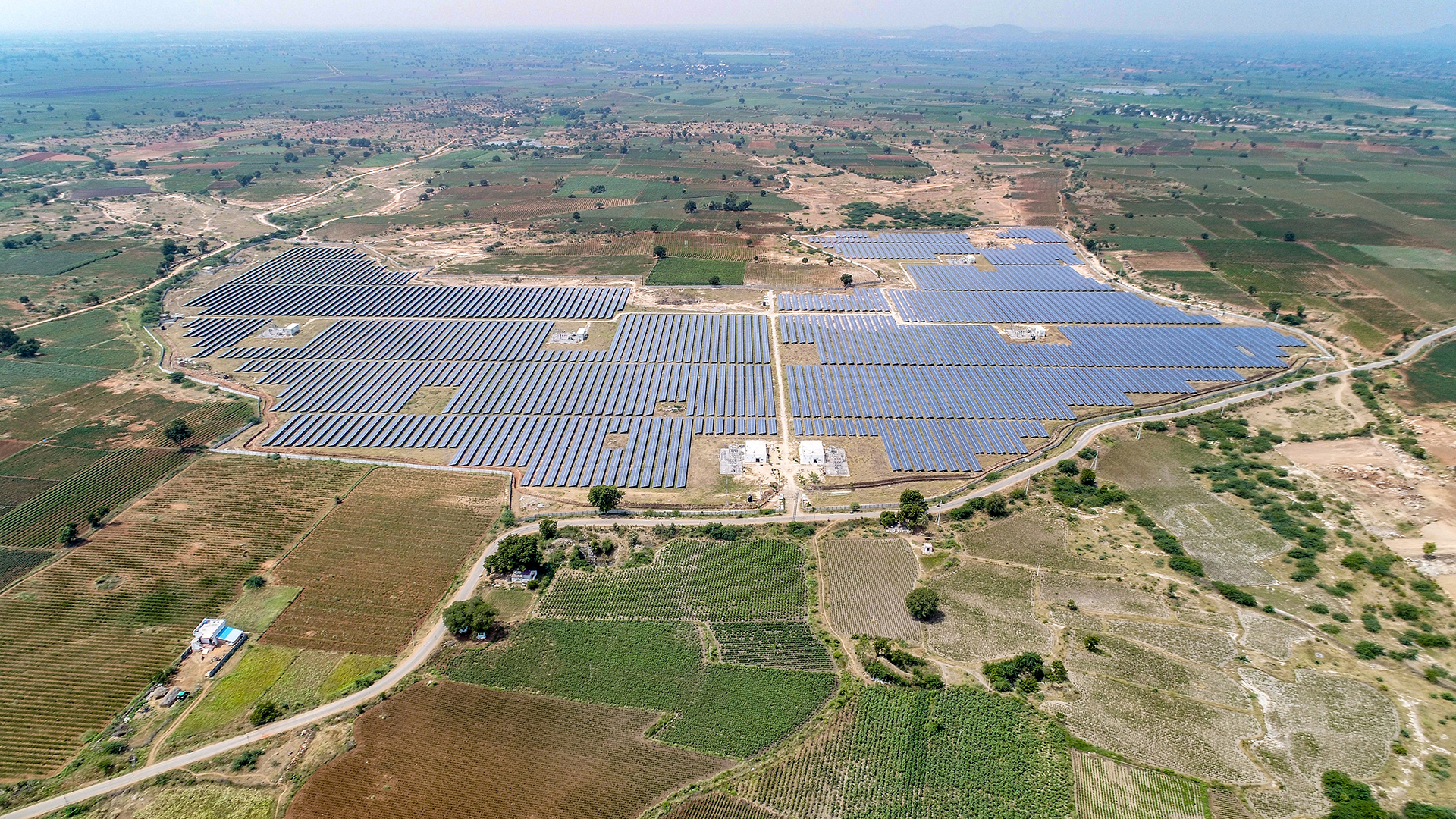
泰倫加納1號太陽能發電廠, 泰倫加納邦 12 MW

## 外部連結
- Solar Performance Tracker. Center for Strategic and International Studies
- Annual Report 2015-16.[] MNRE
- Annual Report 2018-19. MNRE. Archived on 2021-04-21.
- Annual Report 2020-2021. MNRE. Archived on 2021-04-21.

Template:SPIN
Template:Energy Ministries and Departments of India

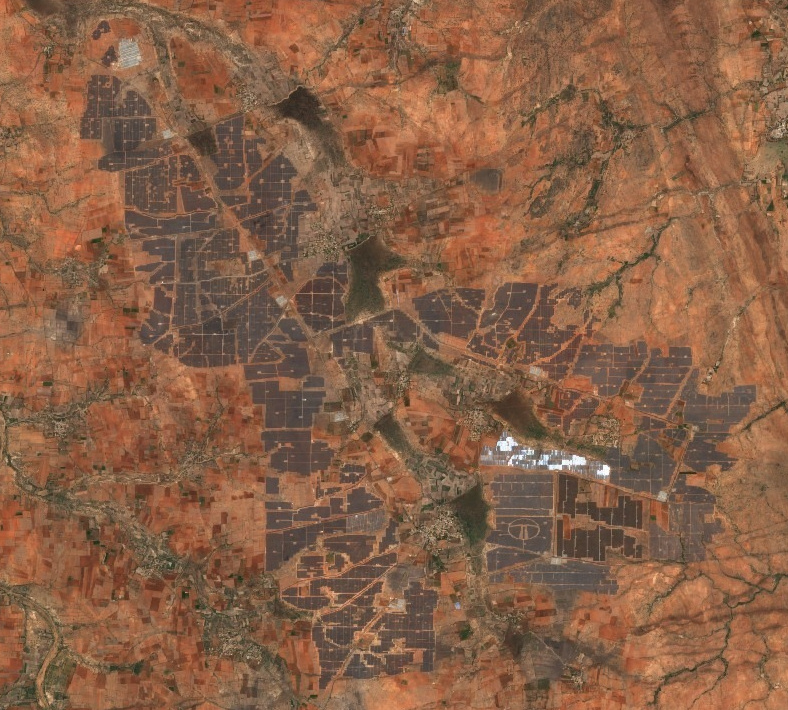
於卡納塔卡邦的帕瓦加達太陽能發電園區，裝置容量2,050MW。

Template:Solar power by country
Template:Renewable energy by country